# BBC Radio 2
BBC Radio 2, es una emisora nacional de radio en el Reino Unido. Pertenece a la British Broadcasting Corporation. Su contenido es principalmente de música – adult contemporary y  album-oriented rock – con algunos espacios más especializados por la noche y en fin de semana. Con su audiencia estimada en 14,6 millones de oyentes cada semana, es la radio más escuchada del Reino Unido.
Los programas de la estación se trasmiten por una red de trasmisoras de FM de más de 250 kW, la más fuerte señal de FM en la UE. Es posible escuchar sus programas vía Internet en el mundo entero.
Algunos de sus espacios actuales son:
| - The Country Show with Bob Harris. Música country. - Elaine Paige on Sunday. Música de bandas sonoras y de musicales. - Jeremy Vine. Exploración de los temas del día a la hora de comer. | - Ken Bruce. Entretenimiento musical, las mañanas de lunes a viernes. - Steve Wright in the afternoon. Música, entrevistas y humor. - Oj Borg: música pop de todas las épocas durante la medianoche con secciones como Midnight Mastermind y Wish You Were There. |